# Podoleanske, Derajnea
Podoleanske (în ucraineană Подолянське) este un sat în comuna Zharok din raionul Derajnea, regiunea Hmelnîțkîi, Ucraina.

## Demografie
Componența lingvistică a localității Podoleanske
     Ucraineană (100%)
Conform recensământului din 2001, toată populația localității Podoleanske era vorbitoare de ucraineană (100%).